# Forsands kommun
Forsands kommun (norska: Forsand kommune) var en kommun i Rogaland fylke i Norge. Den administrativa huvudorten var Forsand. Kommunen upphörde 31 december 2019 då huvuddelen slogs ihop med Sandnes kommun. Delar av Sognesand och Forsand samt Kolbygda flyttades till Strands kommun.

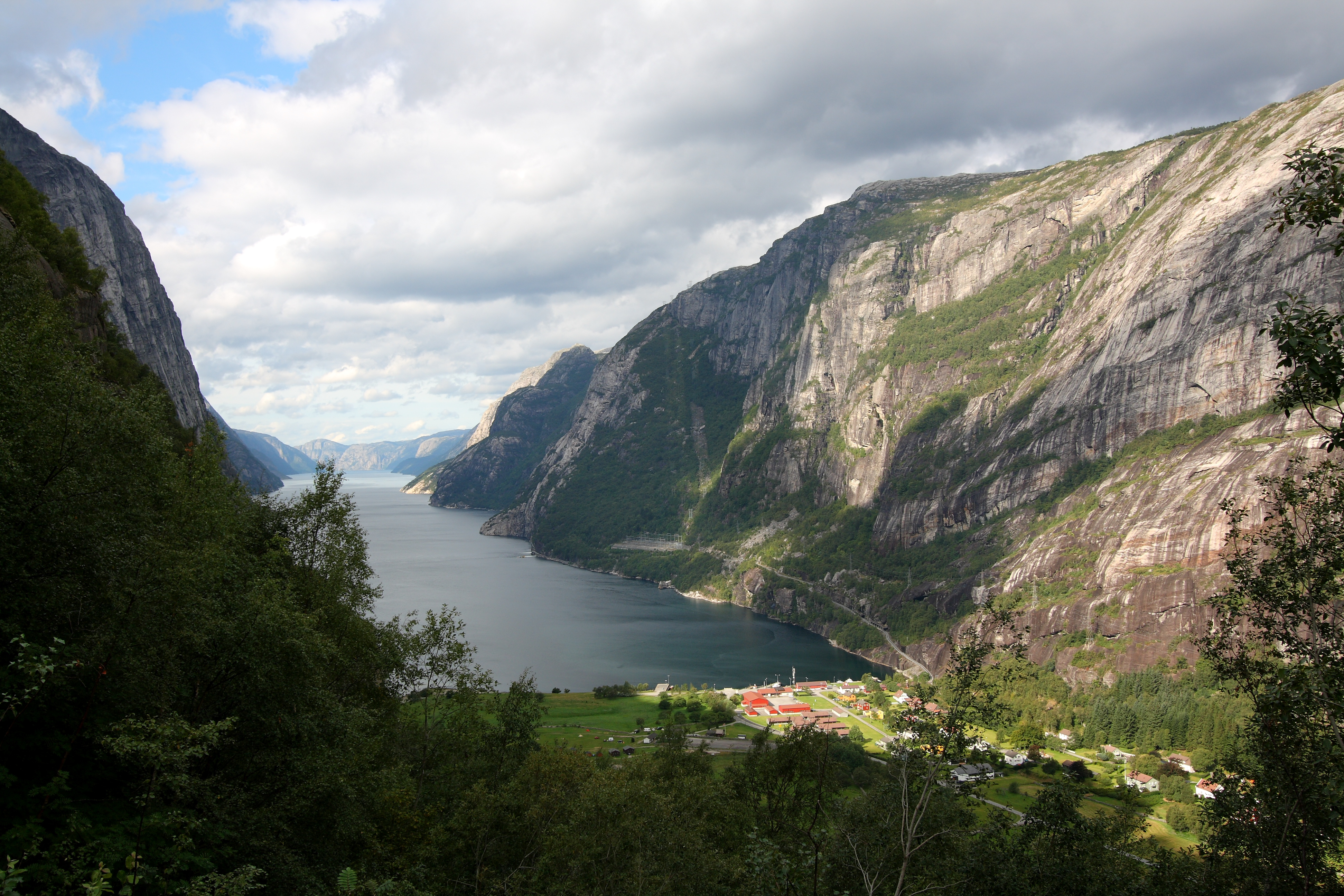
Lysebotn vid Lysefjorden.